# Isla La Mula
Isla La Mula är en ö i Mexiko. Den ligger i delstaten Tamaulipas, i den nordöstra delen av landet. Arean är 2,2 kvadratkilometer.